# Phytodectoidea quatuordecimpunctata
Phytodectoidea quatuordecimpunctata là một loài bọ cánh cứng trong họ Chrysomelidae. Loài này được Boheman miêu tả khoa học năm 1854.